# Total Return Swap
Total Return Swap eller Total Rate of Return Swap, förkortat TRS eller TRORS, är ett finansiellt kontrakt som överför kreditrisk och marknadsrisk från en part till en annan. Instrumentet ger möjligheten att få avkastning från exempelvis en underliggande aktie utan att själv äga denna, och därmed också undgå de risker som det skulle innebära. I gengäld betalas en fast eller flytande ränta till utställaren.

## Exempel
Företag A vill investera i aktie S över fem års tid, men vill inte lägga resurser på att hantera den finansiella risken. Därför ber de bank B om en total return swap, där de får avkastningen från en 2 miljoner kronors investering aktie S, i utbyte mot en räntesats, som sätts av banken till en nivå som förväntas täcka bankens hanteringskostnader samt en vinstmarginal. När det är en rörlig räntesats uttrycks den ofta som en standardränta plus ett spread, och låt oss anta att det i detta fall är EURIBOR + 2%. Var sjätte månad under de fem åren jämförs räntan med avkastningen från aktierna, och antingen företag A eller bank B betalar skillnaden till sin motpart.